# Eurytoma mateui
Eurytoma mateui är en stekelart som beskrevs av Karl-Johan Hedqvist 1967. Eurytoma mateui ingår i släktet Eurytoma och familjen kragglanssteklar.
Artens utbredningsområde är Algeriet. Inga underarter finns listade i Catalogue of Life.